# Parodia haselbergii

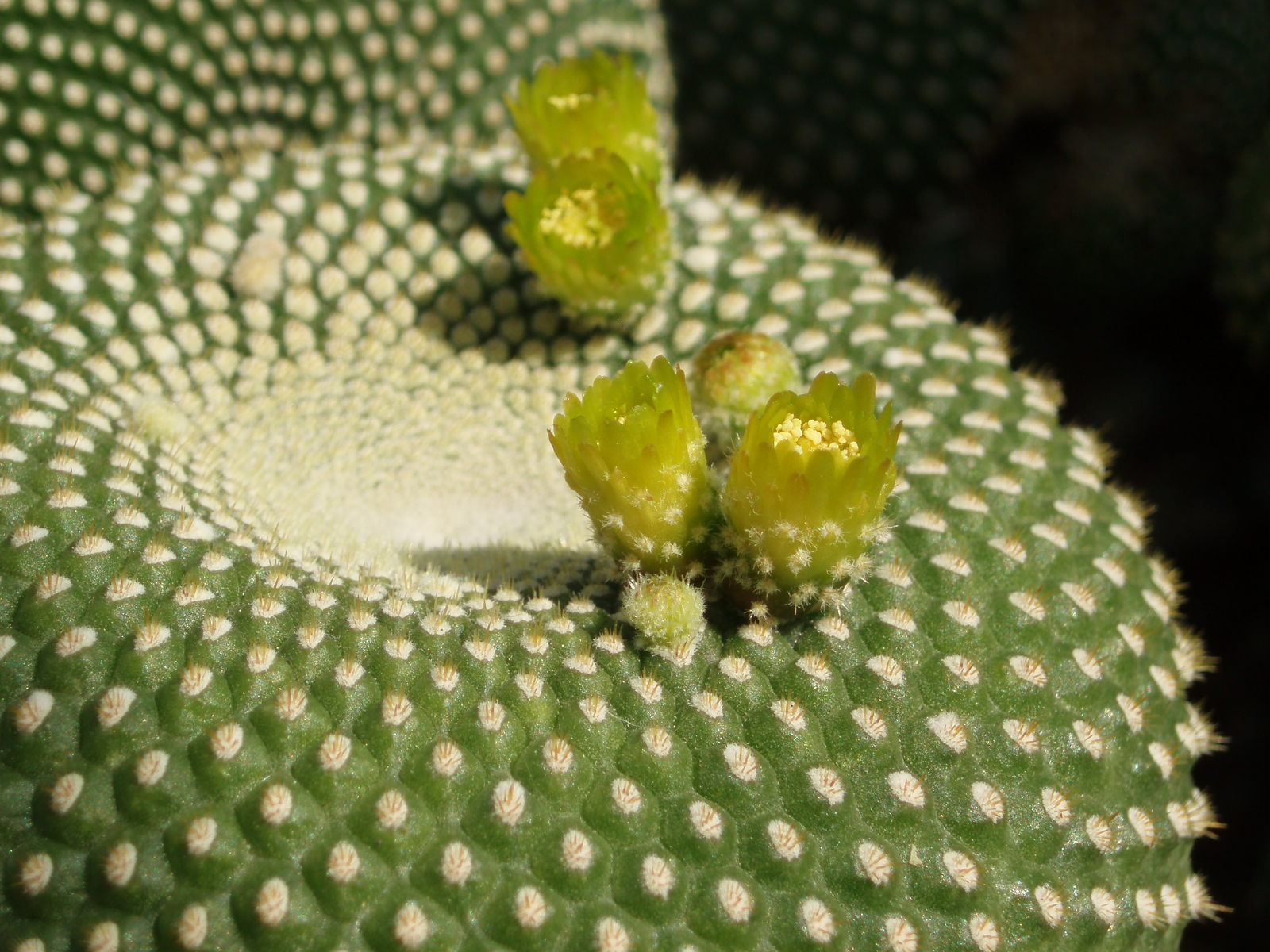
Parodia haselbergii f. microdasys

Parodia haselbergii ist eine Pflanzenart aus der Gattung Parodia in der Familie der Kakteengewächse (Cactaceae). Das Artepitheton haselbergii ehrt den aus Stralsund stammenden Sanitätsarzt und Kakteensammler Dr. von Haselberg.

## Beschreibung
Parodia haselbergii wächst einzeln mit leuchtend grünen bis graugrünen kugelförmigen Trieben deren Scheitel etwas eingedrückt sind und die Durchmesser von 7 bis 8 Zentimeter erreichen. Die 30 oder mehr spiralförmig angeordneten Rippen sind etwas gehöckert. Auf ihnen befinden sich weiße Areolen. Die drei bis fünf gelblichen Mitteldornen sind 1 bis 1,5 Zentimeter lang. Die 20 bis 60 oder mehr Randdornen sind nadelig und fast borstenartig. Sie sind gelblich weiß und weisen eine Länge von bis zu 1 Zentimeter auf.
Die gelblich roten bis orange roten oder gelblich grünen Blüten erreichen Durchmesser von 2,5 bis 3 Zentimeter. Ihre Blütenröhre ist kurz oder fehlt gänzlich. Das Perikarpell und die Blütenröhre sind mit kleinen Schuppen, Wolle und Borsten besetzt. Die Narbe ist hellgelb. Die kugelförmigen Früchte sind klein und reifen nur langsam. Anfangs sind sie hellgrün und werden bei der Reife dunkler. Die Früchte enthalten länglich mützenförmige, glänzend schwarze Samen, die gehöckert sind.

## Verbreitung, Systematik und Gefährdung
Parodia haselbergii ist im Westen und Nordwesten des brasilianischen Bundesstaates Rio Grande do Sul und im Süden des Bundesstaates Santa Catarina in Hochlagen verbreitet.
Die Erstbeschreibung als Echinocactus haselbergii durch Karl Theodor Rümpler wurde 1896 veröffentlicht. Fred H. Brandt stellte die Art 1982 in die Gattung Parodia. Nomenklatorische Synonyme sind Malacocarpus haselbergii (F.Haage ex Rümpler) Britton & Rose (1922, unkorekter Name ICBN-Artikel 11.4), Notocactus haselbergii (F.Haage ex Rümpler) A.Berger (1929), Brasilicactus haselbergii (F.Haage ex Rümpler) Frič (1935, unkorekter Name ICBN-Artikel 11.4), Brasilicactus haselbergii (F.Haage ex Rümpler) Backeb. (1942, unkorekter Name ICBN-Artikel 11.4?), Sericocactus haselbergii (F.Haage ex Rümpler) Y.Itô (1957) und Notocactus haselbergii (Haage ex Rümpler) P.V.Heath (1995).
Die Unterart Parodia haselbergii subsp. graessneri (K.Schum.) Hofacker & P.J.Braun wird nicht mehr anerkannt.
In der Roten Liste gefährdeter Arten der IUCN wird die Art als „Vulnerable (VU)“, d. h. als gefährdet geführt.

## Nachweise